# Олімпія (Париж)

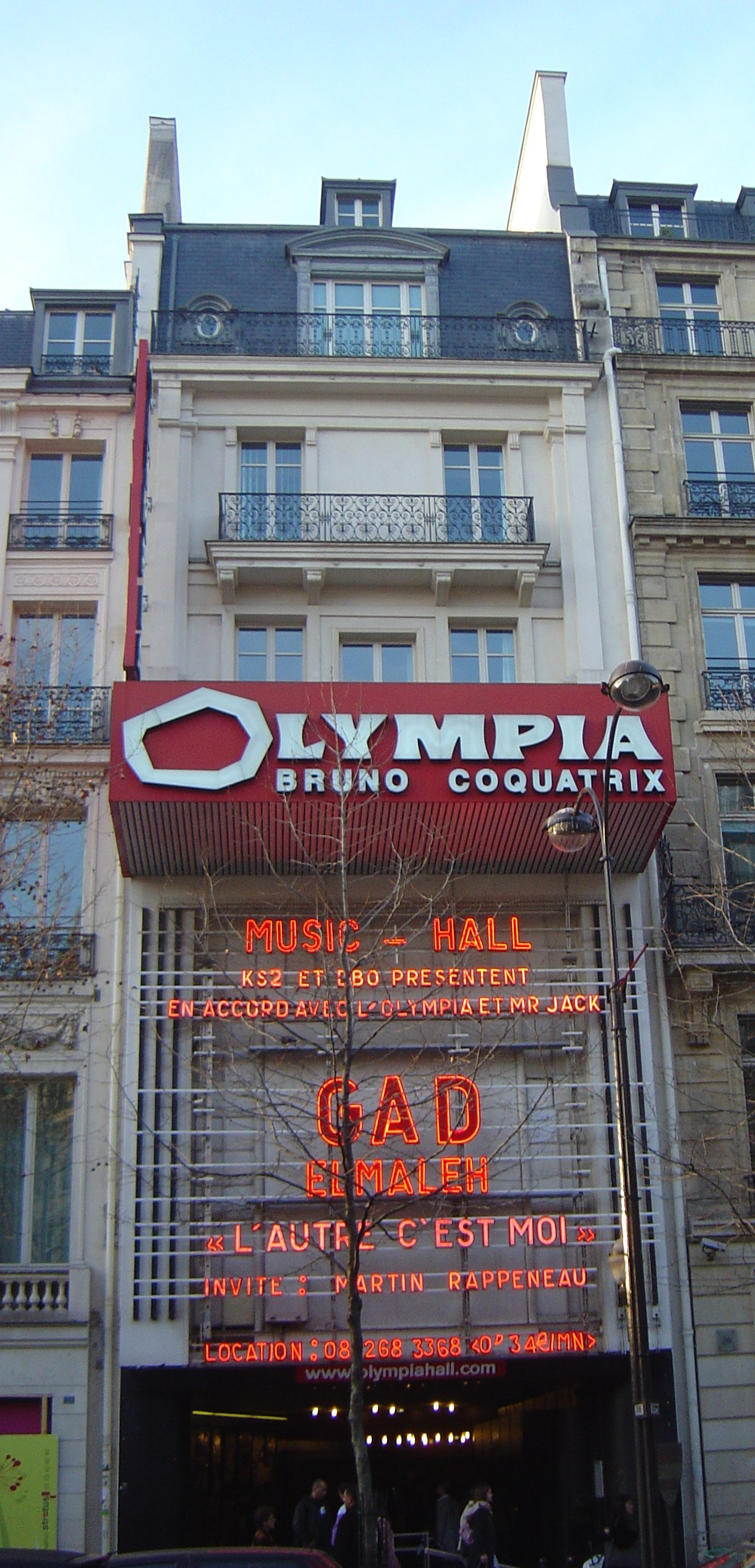
Фасад Олімпії

Олімпія (фр. Olympia) — концертний зал в 9-му окрузі Парижа, що знаходиться на бульварі Капуцинок, 28. "Олімпія" — найстаріший з нині діючих концертних залів Парижa і один з найпопулярніших у світі. Його легко впізнати за велетенськими червоними літерами на фасаді будівлі.

## Історія "Олімпії "

### «Олімпія» Жозефа Оллера
В 1888 Жозеф Оллер (фр. Joseph Oller), творець всесвітньо відомого мюзик-холу
Мулен Руж, відкриває «Російські гірки» (фр. Montagnes Russes), які доводиться знести в 1892 році на вимогу префектури (причина — сумнівна пожежна безпека). 1893 року на цьому місці побудовано зал під назвою "Олімпія". Спочатку в ньому порівняно мало уваги приділялося пісні, та згодом саме з піснею нерозривно буде пов'язане ім'я "Олімпії ". Крім концертів, в "Олімпії" йшли виступи циркових артистів, балети і оперети.
На початку XX століття в залі йдуть ревю за участю таких зірок, як Містенгетт та Івонна Прентан. Після Першої світової війни директором закладу був Поль Франк (фр. Paul Franck); тут виступали Дамія, Марі Дюбай, Фреель, Монтегюс. Однак у 1929 році мюзик-хол перетворюється в кінотеатр.

### "Олімпія" Брюно Кокатрікса
З 1929 по 1944 функціонувала переважно як кінотеатр. Після війни, ймовірно, продовжила б функціонувати як кінотеатр, якби не рішення фірми SATO, якій належав цей зал. Фірма запросила на посаду директора відомого композитора та імпресаріо Брюно Кокатрікса (фр. Bruno Coquatrix), який у лютому 1954 встановив остаточний статус "Олімпії" як концертного залу (на 2000 місць). У цьому ж році свій перший концерт в "Олімпії" дав Жільбер Беко, один зі співаків, з яким ім'я "Олімпії" пов'язано в першу чергу — протягом своєї кар'єри він виступив в цьому мюзик-холі 1933 рази!
У 1964 в концертному залі виступили The Beatles (за участю Сільві Вартан в першому відділенні).
У наші дні концертний зал офіційно називається "Олімпія — Брюно Кокатрікс " (фр. Olympia Bruno Coquatrix).

### Реконструкція
Незабаром після смерті Брюно Кокатрікса будівля прийшла в такий занепад, що її збиралися зрівняти з землею і спорудити на цьому місці стоянку для автомобілів. Але 7 січня 1993 року міністр культури Франції Жак Ланг підписав наказ про збереження "Олімпії", який привів до двох років будівельних робіт: потрібно було відтворити оригінальний вигляд фасаду та його інтер'єр.
Сьогодні "Олімпія" нараховує від 1772 до 1996 глядацьких місць (остання цифра враховує додаткові сидіння в проходах).

## Неповний список зірок

### Французькі і франкомовні виконавці
Виступ Ла Гулю (фр. La Goulue) було лише початком у низці всесвітньо відомих виконавців, що виступали в "Олімпії ", серед яких такі зірки, як: Містенгетт, Марі Дюбай, Мері Мей, Жозефіна Бейкер, Ів Монтан, Едіт Піаф, Шарль Азнавур, Гі Беар, Жак Брель, Сільві Вартан, Деліла, Джо Дассен, Жільбер Беко, Лео Ферре, Джонні Холлідей, Мірей Матьє, Сальваторе Адамо, Селін Діон, Елен Сегара, Патрісія Каас, Грегорі Лемаршаль…

### Зарубіжні зірки
Адріано Челентано (1962, 1963), Френк Сінатра, Луї Армстронг, Девід Боуї, Джеймс Браун, Джуді Гарленд, Джимі Хендрікс, Амалія Родрігес, Бюлент Ерсой, "Can ", "Dir en grey ", Джеф Баклі, Лучано Паваротті, Арета Франклін, Маріза, Морріссі, "The Beatles " (1964), Пол Маккартні (2007), Мадонна, "The Rolling Stones ", Pink Floyd (1967), The Cure, Led Zeppelin, "Deep Purple ", ", "Placebo ", "My Bloody Valentine ", "New Order ", Дейв Ґаан, Нік Кейв, Неллі Фуртадо, Ніна Симон, Патті Сміт, "Primal Scream "The Jackson 5 ", "The Mars Volta ", "The Velvet Underground ", Лілі Іванова, Лара Фабіан, Бйорк, Пупо.

### Радянські та російські зірки
Нані Брегвадзе, Тамара Гвердцителі, Муслім Магомаєв (1966), Едіта П'єха, Алла Пугачова.